# 4-Stunden-Rennen von Le Castellet 2024

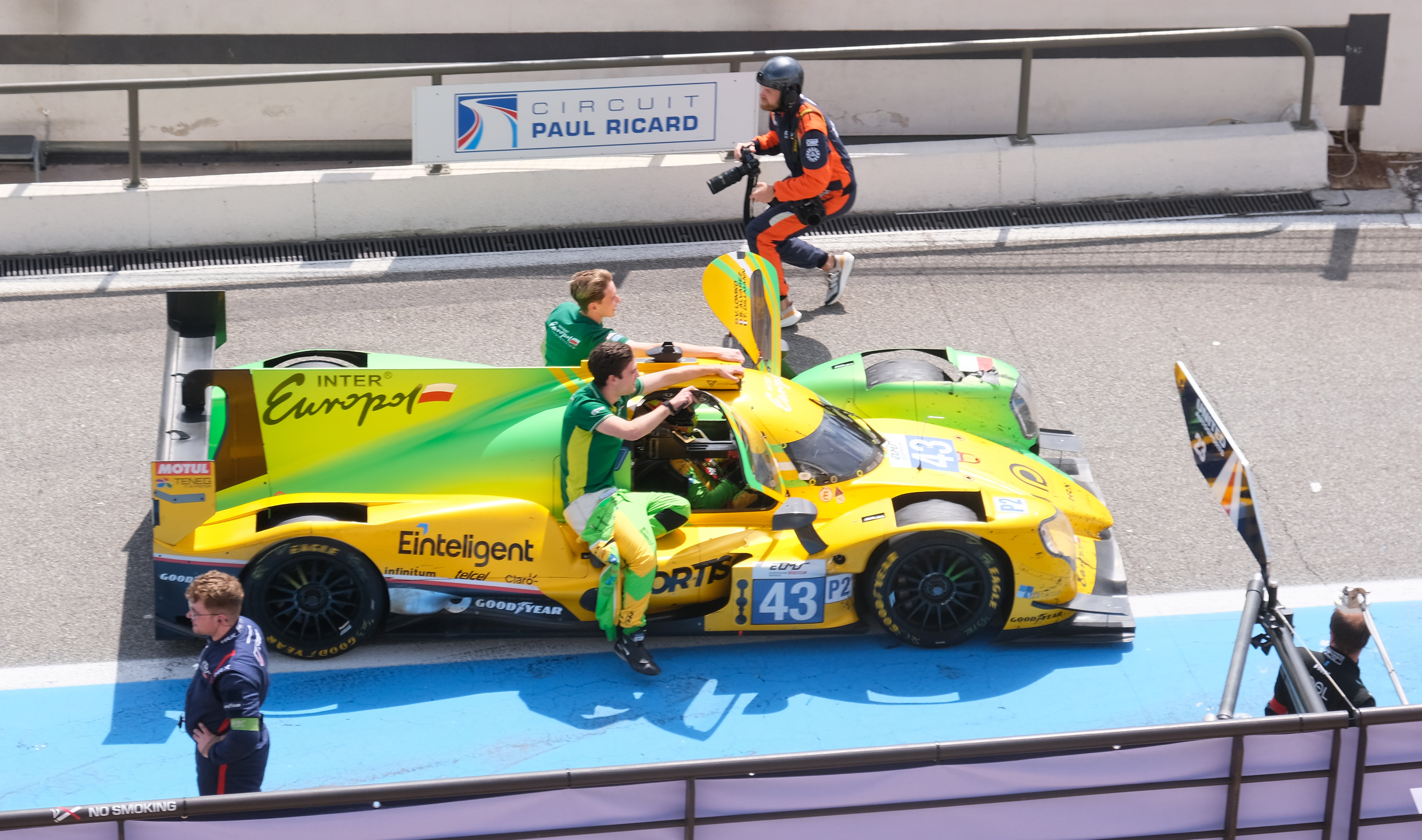
Oreca 07 von Inter Europol Competition; Siegerwagen von Sebastián Álvarez, Vladislav Lomko und Tom Dillmann

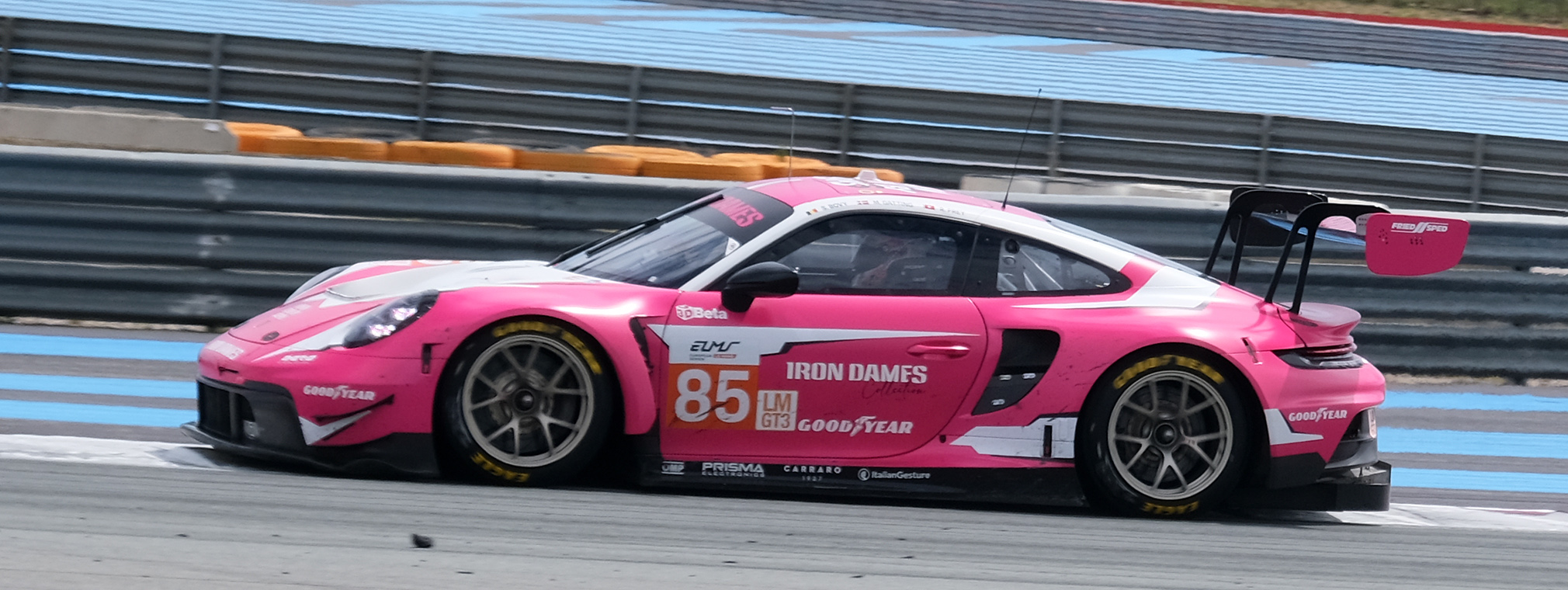
Der Iron-Dames-Porsche 911 GT3 R LMGT3 von Sarah Bovy, Rahel Frey und Michelle Gatting

Das 4-Stunden-Rennen von Le Castellet 2024, auch 4 Hours of Le Castellet 2024, fand am 5. Mai auf dem Circuit Paul Ricard statt und war der zweite Wertungslauf der European Le Mans Series dieses Jahres.

## Das Rennen
Da ab der Saison 2024 Fahrzeuge der LMP2-Klasse in der FIA-Langstrecken-Weltmeisterschaft nicht mehr startberechtigt waren, wechselten viele Rennteams in die European Le Mans Series und sorgten dort für große Startfelder. Den zweiten Wertungslauf des Jahres gewannen Sebastián Álvarez, Vladislav Lomko und Tom Dillmann im Oreca 07 von Inter Europol Competition. Für Tom Dillmann war es der erste Gesamtsieg bei einem Rennen dieser Serie. Der langjährige Kolles-Werkspilot hatte das LMP1-Team nach anhaltender Erfolglosigkeit 2023 verlassen und war in die LMP2-Klasse gewechselt.

## Ergebnisse

### Schlussklassement
| 1           | LMP2        | 43 | Inter Europol Competition | Sebastián Álvarez Vladislav Lomko Tom Dillmann          | Oreca 07                       | 125 |
| 2           | LMP2        | 47 | Cool Racing               | Alex García Paul-Loup Chatin Frederik Vesti             | Oreca 07                       | 125 |
| 3           | LMP2        | 14 | AO by TF Sport            | Jonny Edgar Louis Delétraz Robert Kubica                | Oreca 07                       | 125 |
| 4           | LMP2        | 28 | IDEC Sport                | Paul Lafargue Reshad de Gerus Job van Uitert            | Oreca 07                       | 125 |
| 5           | LMP2        | 22 | United Autosports         | Filip Ugran Marino Satō Ben Hanley                      | Oreca 07                       | 125 |
| 6           | LMP2        | 30 | Duqueine Team             | Niels Koolen Jean-Baptiste Simmenauer James Allen       | Oreca 07                       | 125 |
| 7           | LMP2 Pro/Am | 29 | Richard Mille by TDS      | Rodrigo Sales Mathias Beche Grégoire Saucy              | Oreca 07                       | 125 |
| 8           | LMP2        | 25 | Algarve Pro Racing        | Matthias Kaiser Olli Caldwell Alex Lynn                 | Oreca 07                       | 125 |
| 9           | LMP2 Pro/Am | 77 | Proton Competition        | Giorgio Roda Bent Viscaal René Binder                   | Oreca 07                       | 125 |
| 10          | LMP2 Pro/Am | 21 | United Autosports         | Daniel Schneider Andrew Meyrick Oliver Jarvis           | Oreca 07                       | 125 |
| 11          | LMP2 Pro/Am | 83 | AF Corse                  | François Perrodo Matthieu Vaxivière Alessio Rovera      | Oreca 07                       | 125 |
| 12          | LMP2        | 65 | Panis Racing              | Manuel Maldonado Charles Milesi Arthur Leclerc          | Oreca 07                       | 125 |
| 13          | LMP2 Pro/Am | 24 | Nielsen Racing            | John Falb Colin Noble Albert Costa                      | Oreca 07                       | 125 |
| 14          | LMP2        | 9  | Proton Competition        | Jonas Ried Macéo Capietto Matteo Cairoli                | Oreca 07                       | 125 |
| 15          | LMP2        | 10 | Vector Sport              | Ryan Cullen Stéphane Richelmi Felipe Drugovich          | Oreca 07                       | 124 |
| 16          | LMP2        | 27 | Nielsen Racing            | David Heinemeier Hansson Nico Pino Will Stevens         | Oreca 07                       | 124 |
| 17          | LMP2        | 23 | United Autosports         | Bijoy Garg Fabio Scherer Paul di Resta                  | Oreca 07                       | 124 |
| 18          | LMP2 Pro/Am | 20 | Algarve Pro Racing        | Kriton Lentoudis Richard Bradley Alex Quinn             | Oreca 07                       | 137 |
| 19          | LMP2 Pro/Am | 19 | Team Virage               | Anthony Wells Matthew Bell Nelson Piquet Junior         | Oreca 07                       | 124 |
| 20          | LMP2 Pro/Am | 3  | DKR Engineering           | Andres Latorre Canon Cem Bölükbaşı Laurents Hörr        | Oreca 07                       | 122 |
| 21          | LMP3        | 15 | RLR M Sport               | Michael Jensen Nick Adcock Gaël Julien                  | Ligier JS P320                 | 118 |
| 22          | LMP3        | 4  | DKR Engineering           | Alexander Mattschull Belén García Wyatt Brichacek       | Duqueine M30 - D08             | 118 |
| 23          | LMP3        | 35 | Ultimate                  | Alexandre Yvon Jean-Baptiste Lahaye Matthieu Lahaye     | Ligier JS P320                 | 117 |
| 24          | LMP3        | 11 | EuroInternational         | Matthew Richard Bell Adam Ali                           | Ligier JS P320                 | 117 |
| 25          | LMP3        | 17 | Cool Racing               | Miguel Cristóvão Cédric Oltramare Manuel Espírito Santo | Ligier JS P320                 | 117 |
| 26          | LMP3        | 31 | Racing Spirit of Léman    | Jacques Wolff Jean-Ludovic Foubert Antoine Doquin       | Ligier JS P320                 | 117 |
| 27          | LMP3        | 8  | Team Virage               | Julien Gerbi Bernardo Pinheiro Gillian Henrion          | Ligier JS P320                 | 116 |
| 28          | LMP3        | 5  | RLR M Sport               | James Dayson Daniel Ali Bailey Voisin                   | Ligier JS P320                 | 115 |
| 29          | LMGT3       | 55 | Spirit of Race            | Duncan Cameron David Perel Matt Griffin                 | Ferrari 296 LMGT3              | 113 |
| 30          | LMGT3       | 63 | Iron Lynx                 | Hiroshi Hamaguchi Axcil Jefferies Andrea Caldarelli     | Lamborghini Huracan LMGT3 Evo2 | 113 |
| 31          | LMGT3       | 59 | Racing Spirit of Léman    | Derek DeBoer Casper Stevenson Valentin Hasse-Clot       | Aston Martin Vantage AMR LMGT3 | 113 |
| 32          | LMGT3       | 85 | Iron Dames                | Sarah Bovy Rahel Frey Michelle Gatting                  | Porsche 911 GT3 R LMGT3        | 113 |
| 33          | LMGT3       | 86 | GR Racing                 | Mike Wainwright Riccardo Pera Davide Rigon              | Ferrari 296 LMGT3              | 113 |
| 34          | LMGT3       | 51 | AF Corse                  | Charles-Henri Samani Emmanuel Collard Nicolás Varrone   | Ferrari 296 LMGT3              | 113 |
| 35          | LMGT3       | 97 | Grid Motorsport by TF     | Martin Berry Lorcan Hanafin Jonny Adam                  | Aston Martin Vantage AMR LMGT3 | 112 |
| 36          | LMGT3       | 60 | Proton Competition        | Claudio Schiavoni Matteo Cressoni Julien Andlauer       | Porsche 911 GT3 R LMGT3        | 112 |
| 37          | LMGT3       | 50 | Formula Racing            | Johnny Laursen Conrad Laursen Nicklas Nielsen           | Ferrari 296 LMGT3              | 112 |
| 38          | LMGT3       | 66 | JMW Motorsport            | John Hartshorne Ben Tuck Phil Keen                      | Ferrari 296 LMGT3              | 111 |
| Ausgefallen |             |    |                           |                                                         |                                |     |
| 39          | LMP2        | 34 | Inter Europol Competition | Oliver Gray Clément Novalak Luca Ghiotto                | Oreca 07                       | 113 |
| 40          | LMP2        | 37 | Cool Racing               | Lorenzo Fluxá Malthe Jakobsen Ritomo Miyata             | Oreca 07                       | 101 |
| 41          | LMP3        | 12 | WTM by Rinaldi Racing     | Torsten Kratz Leonard Weiss Óscar Tunjo                 | Duqueine M30 - D08             | 77  |
| 42          | LMP3        | 88 | Inter Europol Competition | Alexander Bukhantsov Kai Askey Pedro Perino             | Ligier JS P320                 | 69  |
| 43          | LMGT3       | 57 | Kessel Racing             | Takeshi Kimura Esteban Masson Daniel Serra              | Ferrari 296 LMGT3              | 47  |

### Nur in der Meldeliste
Zu diesem Rennen sind keine weiteren Meldungen bekannt.

### Klassensieger
| Klasse      | Fahrer            | Fahrer          | Fahrer         | Fahrzeug          | Platzierung im Gesamtklassement |
| ----------- | ----------------- | --------------- | -------------- | ----------------- | ------------------------------- |
| LMP2        | Sebastián Álvarez | Vladislav Lomko | Tom Dillmann   | Oreca 07          | Gesamtsieg                      |
| LMP2 Pro/Am | Rodrigo Sales     | Mathias Beche   | Grégoire Saucy | Oreca 07          | Rang 7                          |
| LMP3        | Michael Jensen    | Nick Adcock     | Gaël Julien    | Ligier JS P320    | Rang 21                         |
| LMGT3       | Duncan Cameron    | David Perel     | Matt Griffin   | Ferrari 296 LMGT3 | Rang 29                         |

### Renndaten
- Gemeldet: 43
- Gestartet: 43
- Gewertet: 38
- Rennklassen: 4
- Zuschauer: unbekannt
- Wetter am Renntag: warm und trocken
- Streckenlänge: 5,842 km
- Fahrzeit des Siegerteams: 4:00:47,885 Stunden
- Gesamtrunden des Siegerteams: 125
- Gesamtdistanz des Siegerteams: 730,250 km
- Siegerschnitt: 201,400 km/h
- Pole Position: Job van Uitert – Oreca 07 (#28) – 1:40,104 = 207,500 km/h
- Schnellste Rennrunde: Olli Caldwell – Oreca 07 (#25) – 1:43,076 = 204,100 km/h
- Rennserie: 2. Lauf zur European Le Mans Series 2024